# Ажнюк, Богдан Николаевич
Богдан Николаевич Ажнюк (укр. Богдан Миколайович Ажнюк, род. 10 октября 1956, Белашов, Ровенская область) — украинский языковед, директор Института языкознания имени Александра Потебни НАН Украины (2017) и Украинского бюро лингвистических экспертиз НАН Украины (2004). Доктор филологических наук (2000), профессор. Член-корреспондент НАН Украины (2021).

## Биография
Работает в Институте языкознания им. А. А. Потебни АН УССР / НАН Украины с 1984 г. Окончил Ужгородский университет (1978), аспирантуру Института языкознания АН УССР (1984). Работал младшим научным сотрудником отдела германских и романских языков, ученым секретарем Института языкознания и Института украинского языка НАН Украины, ведущим научным сотрудником отдела западно — и южнославянских языков Института языкознания НАН Украины, заведующий отделом языков Украины Института языкознания НАН Украины.
Автор трудов по контрастивной фразеологии и переводоведению («Английская фразеология в культурно-этническом освещении», 1989), социолингвистике и проблемах двуязычия («Языковое единство нации: диаспора и Украина», 1999; «Языковая политика: Украина и мир», 2021), межъязыковой транслитерации, культуре украинского языка и проблемах украинского правописания. Соавтор раздела «Правописание слов иноязычного происхождения» в действующей редакции «Украинского правописания» (2019), соавтор предисловия к действующей редакции «Украинского правописания».

## Личная жизнь
Сын — Ажнюк Ярослав Богданович (род. 1989), предприниматель, основатель, генеральный директор компании «Petcube».

## Публикации
- «Общая лексика германских и балто-славянских языков» (1989),
- «Мови європейського культурного ареалу: розвиток і взаємодія» (1995),
- «Українська мова як державна в Україні» (1999),
- «Najnowsze dzieje jezykow slowianskich. Українська мова» (1999),
- «Державність української мови і мовний досвід світу» (2000),
- «О. О. Потебня й актуальні питання мови та культури» (2004),
- «Мовна ситуація в Україні: між конфліктом і консенсусом» (2008),
- «Історія української культури» . — Т. 5. — Кн. 1 (2011),
- «Ukraina Irredenta. Literatura i jezyk Ukrainy XX wieku» (2011),
- «Українці-русини: етнолінгвістичні та етнокультурні процеси в історичному розвитку» (2013),
- «Загрожені мови. Кримськотатарська та інші тюркські мови в Україні» (2016),
- «The battle for Ukrainian. A Comparative Perspective» (2016).

### Избранные работы
1. Іншомовні слова в орфографічній практиці української діаспори. — Український правопис: так і ні. — К., 1997. — С. 47—67.
2. Слов’янські й неслов’янські запозичення в мові української діаспори. — Мовознавство. 1998. — № 2-3. —С. 145—160.
3. Уроки двомовності: Ірландія. — Державність української мови і мовний досвід світу. — К., 2000. — С. 13-20.
4. Уроки двомовності: Фінляндія. — Державність української мови і мовний досвід світу. — К., 2000. — С. 20-26.
5. Мовні зміни на тлі деколонізації та глобалізації. — Мовознавство. — 2001. — № 3. — С. 48 — 54.
6. Етнозахисна функція мови як наукова проблема (від Потебні до сучасності). — О. О. Потебня й актуальні питання мови та культури. — К., 2004 — С. 50-57
7. Орфографічні та орфоепічні англізми в українській мові. — Зб. "Мова. Людина. Світ. До 70-річчя профессора М. П. Кочергана. — К., 2006 . — С. 332—341.
8. Мовна ситуація в Україні і зарубіжний досвід мовного планування // Українознавство. — № 1 . — 2007
9. Теоретичні й прикладні аспекти перекладу англійських власних імен. — Зб. "Лінгвістика в XXI ст.: нові дослідження і перспективи. — К., 2007. — С. 7-28.
10. Англізми в сучасній українській, російській і чеській мовах. — Мовознавство. — 2008. — № 2-3. — С. 190—207.
11. Англійські абревіатури в українському перекладі. — "Лінгвістика в XXI ст.: нові дослідження і перспективи. — К., 2006. — С. 11-21.
12. Екологія мови: український вимір. Збірник праць Науково-дослідного інституту українознавства. — Т. XVII. — К.,2007. — С. 54-65.
13. Український національний кордон у «Європі без кордонів» // Українознавство. — 2009. — № 1. — С. 172—175.
14. Англійські антропоніми в українському перекладі: структурні й орфографічно-орфоепічні особливості // Вісник Київського національного лінгвістичного університету. Серія: філологічні науки. — К., 2009.
15. Фонетико-орфографічна адаптація англізмів: українсько-чеські паралелі // Мово рідна, слово рідне. Prace naukowe ofiarowane Doktor Bozenie Zinkiewicz-Tomanek. — Краків, 2009. — С. 163—170.
16. «Всесвітня декларація мовних прав»: український контекст // Соціолінгвістичні студії. — К., 2010. — С. 51-57.
17. Мовна політика в сучасній Україні // Ukraina Irredenta. Literatura i jezyk Ukrainy XX wieku. — Studia Ruthenica Cracoviensia 5. — Kracow: Wydawnicrwo Uniwersitetu Jagellonskiego, 2011. — S. 141—149.
18. Мовна ситуація в сучасній Україні наприкінці ХХ ст. Інновації в системі мови та тенденції її розвитку. Українська мова в Новому Світі // Історія української культури. — Т. 5. — Кн. 1. — Наукова думка, 2011. — с. 286—301.
19. Англійські імена українською мовою (1, 2) // Культура слова. — 2011.- № 75. — С. 134—147; // Культура слова. — 2012. — № 76. — С. 107—118.
20. Переклад і міжмовна ідентифікації власних імен // Академік Олександр Савич Мельничук і сучасне мовознавство. — К., 2012. — С. 228—236.
21. Екологія мови в Україні: динаміка мовної ситуації і пошук балансу // Екологія мови і мовна політика в сучасному суспільстві. — К.: Вид. дім Д. Бураго, 2012. — С. 7-18.
22. Сучасні тенденції в розвитку слов’янської соціолінгвістичної термінології (статус мов). — Мовознавство № 2-3. — 2013. — С. 163—183.
23. Мовні права як категорія соціолінгвістики — Мовознавство № 5. — 2013. — С. 4-12.
24. Статус мови як інструмент мовного планування // Мова, культура, самоідентичність. — К., 2013. — С. 138—148.
25. Проблема мовних прав у сучасній соціолінгвістиці // Мовні права в сучасному світі. — Ужгород, 2014. — С. 22-37.
26. Мовні права загрожених мов: діахронічна проекція // Загрожені мови. Кримськотатарська та інші тюркські мови в Україні. К., 2016, — С. 86-92.
27. Європейські засади мовної політики Мовознавство. — № 2. — 2016. — С. 3-14.
28. Ю. О. Жлуктенко і сучасна українська соціолінгвістика // Національна пам’ять у філології: спадщина профессора Юрія Олексійович Жлуктенка. — Львів, 2017. — С. 63-70.
29. Лінгвістична експертиза як науково-дослідний жанр // Криміналістика і судова експертиза. Міжвідомчий науково-методичний збірник. — Вип. 61. — К., 2016. — С. 550—558.
30. Ukrainian Language Legislation and the National Crisis // The battle for Ukrainian. A Comparative Perspective — Harvard University Press, 2016. — P. 365—387.
31. Мовне законодавство й мовне планування в сучасній Україні. — Мовознавство. — № 4. — 2017.
32. Українська наукова спільнота як суб'єкт мовної політики // ІХ Міжнародний конгрес україністів. Історія // Збірник наукових статей (До 100 річчя Національної академії наук України. — К., 2018. — С. 96-104.
33. Мовна політика: європейські критерії і Україна. — Українське мовознавство. — Вип 1 (49). — К., ВПЦ «Київський університет», 2019.- С. 9-31.
34. Критерії оцінювання мовної політики // Мовне законодавство і мовна політика: Україна, Європа, світ. — К., 2019. — С. 25-49.
35. Право на мову: європейський соціолінгвістичний контекст і Україна // Українська мова і європейський лінгвокультурний контекст — К., 2019. — С. 68-92.